# Burkatshofen
Burkatshofen (veraltet: Burkatzhofen; westallgäuerisch: Burkhatshofə) ist ein Gemeindeteil der Gemeinde Stiefenhofen im bayerisch-schwäbischen Landkreis Lindau (Bodensee).

## Geographie
Das Dorf liegt circa drei Kilometer südwestlich des Hauptorts Stiefenhofen und es zählt zur Region Westallgäu.

## Ortsname
Der Ortsname setzt sich aus dem Personennamen Burkhart und dem Grundwort -hofen zusammen.

## Geschichte
Burkatshofen wurde urkundlich erstmals im Jahr 1290 als Burcharshovin erwähnt. 1770 fand die Vereinödung in Burkatshofen statt. Burkatshofen lag einst an der Salzstraße von Innsbruck an den Bodensee. Der Ort gehörte einst dem Gericht Simmerberg in der Herrschaft Bregenz an – später der Gemeinde Harbatshofen, die 1972 in die Gemeinde Stiefenhofen aufging.

### Rastmühle
Die Rastmühle (auch Raschmühle oder Burkatsmühle) nordwestlich von Burkatshofen ⊙ wurde erstmals im Jahr 1200 als Burgmühle von Hertnegg und Isenbretshofen erwähnt. Ab 1540 gehörte sie dem Kloster Mehrerau an. Der Name stammt vermutlich vom Familiennamen Rasch ab.